# العلاقات الجورجية الهندوراسية
العلاقات الجورجية الهندوراسية هي العلاقات الثنائية التي تجمع بين جورجيا وهندوراس.

## مقارنة بين البلدين
هذه مقارنة عامة ومرجعية للدولتين:
| وجه المقارنة                                              | جورجيا                          | هندوراس          |
| --------------------------------------------------------- | ------------------------------- | ---------------- |
| المساحة (كم2)                                             | 69.70 ألف                       | 112.49 ألف       |
| عدد السكان (نسمة)                                         | 3.72 مليون                      | 9.27 مليون       |
| الكثافة السكانية (ن./كم²)                                 | 53.37                           | 82.41            |
| العاصمة                                                   | تبليسي، كوتايسي                 | تيغوسيغالبا      |
| اللغة الرسمية                                             | اللغة الجورجية، اللغة الأبخازية | اللغة الإسبانية  |
| العملة                                                    | لاري جورجي                      | لمبيرة هندوراسية |
| الناتج المحلي الإجمالي (بليون دولار)                      | 15.16 مليار                     | 22.98 مليار      |
| الناتج المحلي الإجمالي (تعادل القوة الشرائية) بليون دولار | 35.68 مليار                     | 41.14 مليار      |
| الناتج المحلي الإجمالي الاسمي للفرد دولار أمريكي          | 3.79 ألف                        | 2.53 ألف         |
| الناتج المحلي الإجمالي للفرد دولار أمريكي                 |                                 | 4.91 ألف         |
| مؤشر التنمية البشرية                                      | 0.754                           | 0.606            |
| رمز المكالمات الدولي                                      | +995                            | +504             |
| رمز الإنترنت                                              | .ge، .გე ‏                       | .hn              |
| المنطقة الزمنية                                           | ت ع م+04:00                     | 00               |

## منظمات دولية مشتركة
يشترك البلدان في عضوية مجموعة من المنظمات الدولية، منها:
| علم المنظمة | اسم المنظمة                   | تاريخ انضمام جورجيا | تاريخ انضمام هندوراس |
| ----------- | ----------------------------- | ------------------- | -------------------- |
|             | يونسكو                        | 7 أكتوبر 1992       | 16 ديسمبر 1947       |
|             | الفريق المعني برصد الأرض      | ?                   | ?                    |
|             | مؤسسة التمويل الدولية         | 29 يونيو 1995       | 20 يوليو 1956        |
|             | مؤسسة التنمية الدولية         | 31 أغسطس 1993       | 23 ديسمبر 1960       |
|             | منظمة التجارة العالمية        | 14 يونيو 2000       | ?                    |
|             | الاتحاد البريدي العالمي       | ?                   | ?                    |
|             | الاتحاد الدولي للاتصالات      | 7 يناير 1993        | 27 أكتوبر 1925       |
|             | الأمم المتحدة                 | 31 يوليو 1992       | 17 ديسمبر 1945       |
|             | البنك الدولي للإنشاء والتعمير | 7 أغسطس 1992        | 27 ديسمبر 1945       |

## وصلات خارجية
- موقع وزارة الخارجية الجورجية
- موقع وزارة الخارجية الهندوراسية